# Cucullia eccissica
Cucullia eccissica är en fjärilsart som beskrevs av Dyar 1919. Cucullia eccissica ingår i släktet Cucullia och familjen nattflyn. Inga underarter finns listade i Catalogue of Life.